# Пол Ріттер
Пол Ріттер (англ. Paul Ritter; 20 грудня 1966 — 5 квітня 2021) — британський актор театру, кіно і телебачення.

## Фільмографія
Найбільшу популярність йому принесла роль Елдреда Ворпла в шостій частини саги про Гаррі Поттера (2009).
Крім цього в його фільмографії входять «Квант милосердя» (2008 р.), телесеріал «Великі надії» (2012), «Без образ» (2015), «Орел Дев'ятого легіону» (2011), «Інферно» (2016 р.).
2012 року Ріттер виконав роль Пістоля у телесеріалі «Порожня корона» хронік Шекспіра («Генріх IV» частина 2 і «Генріх V»).
У 2014 році виконав головну роль у шпигунському телесеріалі BBC «Гра (англ.)». 
У 2019 році на телеканалі HBO вийшов серіал «Чорнобиль», в якому Ріттер виконав одну з головних ролей Анатолія Дятлова.
5 квітня 2021 року Пол Ріттер помер. Причиною смерті стала пухлина у головному мозку.

## Роботи в театрі
- 2002 р. — Берег утопії (Національний театр); ролі — Ніколай Кетчер, Карл Маркс
- 2005—2006 рр .. — Хлопчик з притулку Корем (Національний театр); роль — Отіс Гардінер[9] (номінація на Премію Лоуренса Олів'є)
- 2008 р. — Норманські завоювання (Олд Вік); роль — Рег (номінація на премію Лоуренса Олів'є і Тоні[10])
- 2012 р. — Загадкове нічне вбивство собаки (Національний театр); роль — Ед Бун[11]
- 2013 р. — Аудієнція (Гілгуд); роль — Джон Мейджор[12]